# Руководители Российского государства (1918—1920)
Ниже представлен список руководителей высших органов власти Российского государства, провозглашённого Актом Государственного совещания от 23 сентября 1918 года и претендовавшего на преемственность российской государственности после роспуска Временного правительства и Учредительного собрания.

## Высшие должностные лица государства
| Начало полномочий | Конец полномочий | Имя | Примечание |
| --- | ---------------- | --- | --- |
| Председатель Временного Всероссийского правительства |                  | | |
| 23 сентября 1918 | 18 ноября 1918   | Николай Дмитриевич Авксентьев | 23 сентября 1918 года Председателем Временного Всероссийского правительства был избран Н. Д. Авксентьев. В ночь на 18 ноября 1918 года был арестован и 20 ноября принудительно выслан за границу. |
| Члены Временного Всероссийского правительства |                  | | |
| 23 сентября 1918 | 18 ноября 1918   | Николай Дмитриевич Авксентьев Николай Иванович Астров Василий Георгиевич Болдырев Петр Васильевич Вологодский Николай Васильевич Чайковский | Временное Всероссийское правительство в указанном составе (пять членов) было образовано 23 сентября 1918 года на Государственном совещании в городе Уфе. На случай выбытия того или другого члена из состава правительства Государственным совещанием были избраны пять персональных заместителей — Андрей Александрович Аргунов (заместитель Н. Д. Авксентьева), Владимир Александрович Виноградов (заместитель Н. И. Астрова), Михаил Васильевич Алексеев (заместитель В. Г. Болдырева), Василий Васильевич Сапожников (заместитель П. В. Вологодского) и Владимир Михайлович 3ензинов (заместитель Н. В. Чайковского). На состоявшемся в ночь на 24 сентября 1918 года первом заседании Временного Всероссийского правительства его председателем был избран Н. Д. Авксентьев. 9 октября 1918 года правительство переехало из Уфы, где оно первоначально находилось, в город Омск. Временное Всероссийское правительство прекратило свою деятельность в результате совершенного в ночь с 17 на 18 ноября 1918 года группой военнослужащих казачьих частей переворота, в ходе которого был арестован председатель Н. Д. Авксентьев, а также ряд других членов правительства и совета министров. |
| Верховный правитель |                  | | |
| 18 ноября 1918 | 7 февраля 1920   | Александр Васильевич Колчак | Должность верховного правителя была учреждена 18 ноября 1918 года на экстренном заседании Всероссийского совета министров, принявшего на себя «всю полноту верховной власти» после прекращения деятельности Всероссийского временного правительства. На этом же заседании тайным голосованием членов Совета министром на должность верховного правителя был избран А. В. Колчак. |
| В соответствии с указом верховного правителя А. В. Колчака от 17 июня 1919 года, заместителем верховного правителя был назначен А. И. Деникин. 22 декабря 1919 года Совет министров принял постановление: «В целях обеспечения непрерывности и преемства всероссийской власти Совет министров постановил: возложить обязанности преемника Верховного Правителя на случай тяжкой болезни или смерти Верховного Правителя, а также на случай отказа его от звания Верховного Правителя или долговременного его отсутствия на Главнокомандующего Вооружёнными силами на Юге России генерал-лейтенанта Деникина». 4 января 1920 года А. В. Колчак подписал указ, в котором говорилось о намерении передать звание верховного правителя А. И. Деникину. Однако фактически А. И. Деникин в должность не вступил. |                  | | |

## Главы исполнительной власти
| Начало полномочий                                       | Конец полномочий   | Имя                         | Примечание |
| ------------------------------------------------------- | ------------------ | --------------------------- | --- |
| Председатель Всероссийского совета министров            |                    |                             | |
| 4 ноября 1918                                           | 18 ноября 1918     | Петр Васильевич Вологодский | Состав Всероссийского совета министров во главе с председателем П. В. Вологодским был утверждён на заседании Всероссийского временного правительства 4 ноября 1918 года. После переворота, положившего конец деятельности правительства, П. В. Вологодский 18 ноября 1918 года объявил о сложении с себя полномочий председателя совета министров. |
| Председатели Совета министров Российского правительства |                    |                             | |
| 18 ноября 1918                                          | 22 ноября 1919     | Петр Васильевич Вологодский | После переворота 18 ноября 1918 года и прихода к власти А. В. Колчака в качестве верховного правителя, совет министров, ранее утверждённый Всероссийским временным правительством, продолжил свою работу практически в том же составе. П. В. Вологодский на заседании совета министров, состоявшемся сразу после переворота, объявил о сложении с себя полномочий председателя совета министров, однако затем согласился продолжить работу в той же должности. 22 ноября 1919 года П. В. Вологодский ушёл в отставку. |
| 23 ноября 1919 года                                     | 4 января 1920 года | Виктор Николаевич Пепеляев  | Назначен председателем Совета министров 23 ноября 1919 года. Прекратил исполнение полномочий вместе с верховным правителем А. В. Колчаком 4 января 1920 года. |

## Главы военной власти
| Начало полномочий | Конец полномочий | Имя                         | Примечание |
| --- | ---------------- | --------------------------- | --- |
| Верховные главнокомандующие всеми сухопутными и морскими вооружёнными силами России |                  |                             | |
| 24 сентября 1918 | 18 ноября 1918   | Василий Георгиевич Болдырев | На состоявшемся в ночь на 24 сентября 1918 года первом заседании Временного Всероссийского правительства генерал-лейтенант В. Г. Болдырев был назначен верховным главнокомандующим всеми сухопутными и морскими вооружёнными силами России. Прекратил исполнение должности Верховного главнокомандующего после переворота 18 ноября 1918 года.    |
| 18 ноября 1918 | 4 января 1920    | Александр Васильевич Колчак | На заседании Совета министров 18 ноября 1918 года, последовавшем вскоре после переворота, на должность верховного главнокомандующего всеми сухопутными и морскими вооруженными силами России назначен адмирал А. В. Колчак. 24 июня 1919 года А. В. Колчак назначил заместителем верховного главнокомандующего генерал-лейтенанта А. И. Деникина. |
| В соответствие с указом верховного правителя А. В. Колчака от 24 июня 1919 года, заместителем верховного главнокомандующего всеми сухопутными и морскими вооружёнными силами России был назначен генерал-лейтенант А. И. Деникин. Согласно его же указу от 11 июня 1919 года предусматривалось, что «в случае болезни или смерти Верховного главнокомандующего заместитель его (генерал Деникин) незамедлительно вступает в исполнение обязанностей верховного главнокомандующего». Из указанных актов может следовать, что А. И. Деникин исполнял обязанности верховного главнокомандующего вплоть до своей отставки с должности главнокомандующего ВСЮР 4 апреля 1920 года, однако фактически А. И. Деникин не вступил в исполнение должности. |                  |                             | |

## Комментарии
1. ↑  С 8 по 23 сентября 1918 года в городе Уфе состоялось Государственное совещание — наиболее представительный форум антибольшевистских правительств, политических партий, казачьих войск и местных самоуправлений России. В нём приняли участие: 60 депутатов разогнанного большевиками Всероссийского учредительного собрания, представители Комитета членов Всероссийского учредительного собрания (КОМУЧ), Временного Сибирского правительства, Временного областного правительства Урала, войсковых правительств Уральского, Сибирского, Семиреченского, Енисейского, Астраханского, Иркутского казачьих войск, Башкирского правительства, правительства Алашской автономии, Временного правительства Туркестанской автономии, Национального управления тюрко-татар внутренней России и Сибири, Временного правительства Эстонии, Съезда городов и земств Сибири, Урала и Поволжья, а также представители политических партий и организаций — Партии социалистов-революционеров, Российской социал-демократической рабочей партии (меньшевики), Трудовой народно-социалистической партии, Всероссийской социал-демократической организации «Единство», Партии народной свободы, Союза возрождения России'"`UNIQ--ref-00000002-QINU`"'.
2. ↑  4 ноября 1918 года была выпущена Грамота Временного Всероссийского правительства ко всем областным правительствам и ко всем гражданам государства Российского, согласно которой «все без исключения областные правительства и областные представительные учреждения должны прекратить своё существование»'"`UNIQ--ref-00000004-QINU`"''"`UNIQ--ref-00000005-QINU`"'. Днём ранее, 3 ноября, Временное Сибирское правительство заявило о самороспуске и передаче Временному Всероссийскому правительству всей полноты власти на территории Сибири'"`UNIQ--ref-00000006-QINU`"''"`UNIQ--ref-00000007-QINU`"''"`UNIQ--ref-00000008-QINU`"'. 5 ноября было упразднено правительство Оренбургского казачьего войска'"`UNIQ--ref-00000009-QINU`"'. 10 ноября прекратило существование и передало свои полномочия Временному Всероссийскому правительству Временное областное правительство Урала'"`UNIQ--ref-0000000A-QINU`"''"`UNIQ--ref-0000000B-QINU`"'. 13 ноября было упразднено правительство Алашской автономии'"`UNIQ--ref-0000000C-QINU`"''"`UNIQ--ref-0000000D-QINU`"'. 16 ноября был подготовлен проект указа об упразднении Башкирского правительства, однако этот проект не был реализован'"`UNIQ--ref-0000000E-QINU`"''"`UNIQ--ref-0000000F-QINU`"'.
3. ↑  В конце 1918 года власть Российского правительства под руководством А. В. Колчака распространялась на Поволжье'"`UNIQ--ref-00000011-QINU`"' (территории продолжавшего действовать Башкирского правительства), Урал'"`UNIQ--ref-00000012-QINU`"' (территории бывшего Временного областного правительства Урала), Сибирь'"`UNIQ--ref-00000013-QINU`"''"`UNIQ--ref-00000014-QINU`"' и Дальний Восток'"`UNIQ--ref-00000015-QINU`"' (территории бывшего Временного Сибирского правительства), часть Средней Азии'"`UNIQ--ref-00000016-QINU`"' (территории бывшей Алашской автономии, без Туркестана). Кроме того, верховную гражданскую и военную власть Колчака признавали войсковые правительства Донского, Оренбургского, Сибирского и Уральского казачьих войск'"`UNIQ--ref-00000017-QINU`"''"`UNIQ--ref-00000018-QINU`"''"`UNIQ--ref-00000019-QINU`"''"`UNIQ--ref-0000001A-QINU`"''"`UNIQ--ref-0000001B-QINU`"'. Вместе с тем, после переворота 18 ноября 1918 года на борьбу с правительством выступили Комитет членов Всероссийского учредительного собрания (КОМУЧ) и Центральный комитет Партии социалистов-революционеров (ноябрь — декабрь 1918 года)'"`UNIQ--ref-0000001C-QINU`"''"`UNIQ--ref-0000001D-QINU`"''"`UNIQ--ref-0000001E-QINU`"'. Одновременно отказались признать власть верховного правителя Забайкальское, Амурское и Уссурийское казачьи войска и подконтрольные им территории в Забайкалье, Приамурье и Приморье'"`UNIQ--ref-0000001F-QINU`"''"`UNIQ--ref-00000020-QINU`"''"`UNIQ--ref-00000021-QINU`"''"`UNIQ--ref-00000022-QINU`"'.
4. ↑  К августу 1919 года власть А. В. Колчака в качестве верховного правителя и верховного главнокомандующего всеми сухопутными и морскими вооружёнными силами России признали: Уссурийское казачье войско (1 марта 1919 года)'"`UNIQ--ref-00000024-QINU`"''"`UNIQ--ref-00000025-QINU`"', Амурское казачье войско (конец февраля — начало марта 1919 года)'"`UNIQ--ref-00000026-QINU`"', Временное правительство Северной области (30 апреля 1919 года)'"`UNIQ--ref-00000027-QINU`"''"`UNIQ--ref-00000028-QINU`"''"`UNIQ--ref-00000029-QINU`"', Забайкальское казачье войско (27 мая 1919 года)'"`UNIQ--ref-0000002A-QINU`"''"`UNIQ--ref-0000002B-QINU`"''"`UNIQ--ref-0000002C-QINU`"''"`UNIQ--ref-0000002D-QINU`"''"`UNIQ--ref-0000002E-QINU`"', Вооружённые силы Юга России (30 мая 1919 года)'"`UNIQ--ref-0000002F-QINU`"''"`UNIQ--ref-00000030-QINU`"', Правительство Северо-Западной области (август 1919 года; сам Колчак, однако, это правительство не признавал)'"`UNIQ--ref-00000031-QINU`"''"`UNIQ--ref-00000032-QINU`"'. Одновременно, начали борьбу с колчаковским правительством и перешли на сторону советской власти Башкирское правительство (февраль — март 1919 года)'"`UNIQ--ref-00000033-QINU`"''"`UNIQ--ref-00000034-QINU`"' и правительство Алашской автономии (март — ноябрь 1919 года)'"`UNIQ--ref-00000035-QINU`"'.
5. ↑  Вместе с тем, вот что пишет сам А. И. Деникин в связи с актами о преемственности власти верховного правителя и верховного главнокомандующего: «В глазах некоторых деятелей эти акты обязывали меня к принятию соответственного наименования и функций ради сохранения идеи национального единства. Я считал эту точку зрения совершенно неприемлемой: военно-политическое положение, в котором в январе — феврале находились правитель, власть, армия и территория Юга, требовало величайшей осторожности. Претензии на „всероссийский“ масштаб являлись бы в то время совершенно неуместными, власть — фикцией, а связанность судеб Белого движения с Югом накануне катастрофы — политически весьма опасной. Во избежание кривотолков я оставлял вопрос открытым, ссылаясь на отсутствие официальных сведений о событиях на Востоке»'"`UNIQ--ref-00000037-QINU`"''"`UNIQ--ref-00000038-QINU`"'.
6. ↑  К январю 1920 года из территорий, признававших власть верховного правителя и верховного главнокомандующего, остались Северная область (под управлением главного начальника Северного края)'"`UNIQ--ref-0000003A-QINU`"''"`UNIQ--ref-0000003B-QINU`"', Дальний Восток (под контролем Правительства Российской восточной окраины)'"`UNIQ--ref-0000003C-QINU`"''"`UNIQ--ref-0000003D-QINU`"' и Юг России (под контролем Вооружённых сил Юга России)'"`UNIQ--ref-0000003E-QINU`"''"`UNIQ--ref-0000003F-QINU`"'.
7. ↑  Вместе с тем, вот что пишет сам А. И. Деникин в связи с актами о преемственности власти верховного правителя и верховного главнокомандующего: «В глазах некоторых деятелей эти акты обязывали меня к принятию соответственного наименования и функций ради сохранения идеи национального единства. Я считал эту точку зрения совершенно неприемлемой: военно-политическое положение, в котором в январе — феврале находились правитель, власть, армия и территория Юга, требовало величайшей осторожности. Претензии на „всероссийский“ масштаб являлись бы в то время совершенно неуместными, власть — фикцией, а связанность судеб Белого движения с Югом накануне катастрофы — политически весьма опасной. Во избежание кривотолков я оставлял вопрос открытым, ссылаясь на отсутствие официальных сведений о событиях на Востоке»'"`UNIQ--ref-00000041-QINU`"''"`UNIQ--ref-00000042-QINU`"'.